# Département de Guiglo
Le département de Guiglo est un département de Côte d'Ivoire. 